# بيلا كوفاتش
بيلا كوفاتش (بالمجرية: Kovács Béla)‏ (30 مارس 1977 ببودابست في المجر - ) هو لاعب كرة قدم مجري في مركز الوسط. شارك مع منتخب المجر لكرة القدم. أما مع النوادي، فقد لعب مع إيرغوتيليس ونادي بودابست هونفيد ونادي فآسا ونادي فيرينتسفاروشي ونيا سلاميس فاماغوستا وNyíregyháza Spartacus FC ‏ وASIL Lysi ‏ ونادي بكسكابا 1912 إلوره وألكي لارانكا ‏.

## وصلات خارجية
- بيلا كوفاتش على موقع قاعدة بيانات كرة القدم.إي يو (الإنجليزية)
- بيلا كوفاتش على موقع ناشيونال فوتبول تيمز (الإنجليزية)